# Kənan Kərimov
Kənan Kərimov (ur. 5 sierpnia 1976 w Yevlax, Azerbejdżan) – azerski piłkarz grający na pozycji napastnika.